# Хорватская липа
Липа (хорв. lipa) — разменная денежная единица достоинством в одну сотую хорватской куны. После присоединения Хорватии к зоне евро с 1 января 2023 года хорватская липа в процессе перехода на общеевропейскую валюту заменяется евроцентом — разменной денежной единицей стран Евросоюза, равной 0,01 евро.

## Хорватская липа[1]
| Изображение | Номинал | Диаметр, мм | Гурт    | Лицевая сторона          | Оборотная сторона                                            | Материал                    |
| ----------- | ------- | ----------- | ------- | ------------------------ | ------------------------------------------------------------ | --------------------------- |
|             | 1 липа  | 17          | Гладкий | Два початка кукурузы     | Номинал, ветвь липы, государственный герб, плетёный орнамент | Алюминий                    |
|             | 2 липы  | 17          | Гладкий | Веточка виноградной лозы | Номинал, ветвь липы, государственный герб, плетёный орнамент | Алюминий                    |
|             | 5 лип   | 18          | Гладкий | Веточка дуба             | Номинал, ветвь липы, государственный герб, плетёный орнамент | Никель с латунным покрытием |
|             | 10 лип  | 20          | Гладкий | Веточка табака           | Номинал, ветвь липы, государственный герб, плетёный орнамент | Никель с латунным покрытием |
|             | 20 лип  | 18,5        | Гладкий | Оливковая ветвь          | Номинал, ветвь липы, государственный герб, плетёный орнамент | Сталь с никелевым покрытием |
|             | 50 лип  | 20,5        | Гладкий | Велебитская дегения      | Номинал, ветвь липы, государственный герб, плетёный орнамент | Сталь с никелевым покрытием |

## «Липа Республики Словения»
В 1990 году были отчеканены монеты с указанием государства «Республика Словения» номиналом в 0,02, 0,05, 0,10, 0,20 липы, 1 липа, 10 и 50 лип. Денежной единицей Словении в этот период был югославский динар. Эти монеты никогда не находились в обращении и не предназначались для выпуска в обращение.
Банк Словении начал выпуск памятных монет в 1991 году, после введения толара.